# Marans-Club de France
 (janvier 2013).
Le Marans-Club de France (MCF) est un organisme d'intérêt général à but non lucratif créé en 1929 regroupant des éleveurs, des clubs ou des associations d'éleveurs, personnes morales, afin de promouvoir et sauvegarder la Marans, poule de race française également désignée Poule de Marans. Il est affilié à la Société centrale d'aviculture de France (SCAF), reconnue d'utilité publique par décret ministériel du 16 juillet 1912, ainsi qu'à la Fédération française des clubs de volailles (FFV). intégrée dans la SCAF confédération.

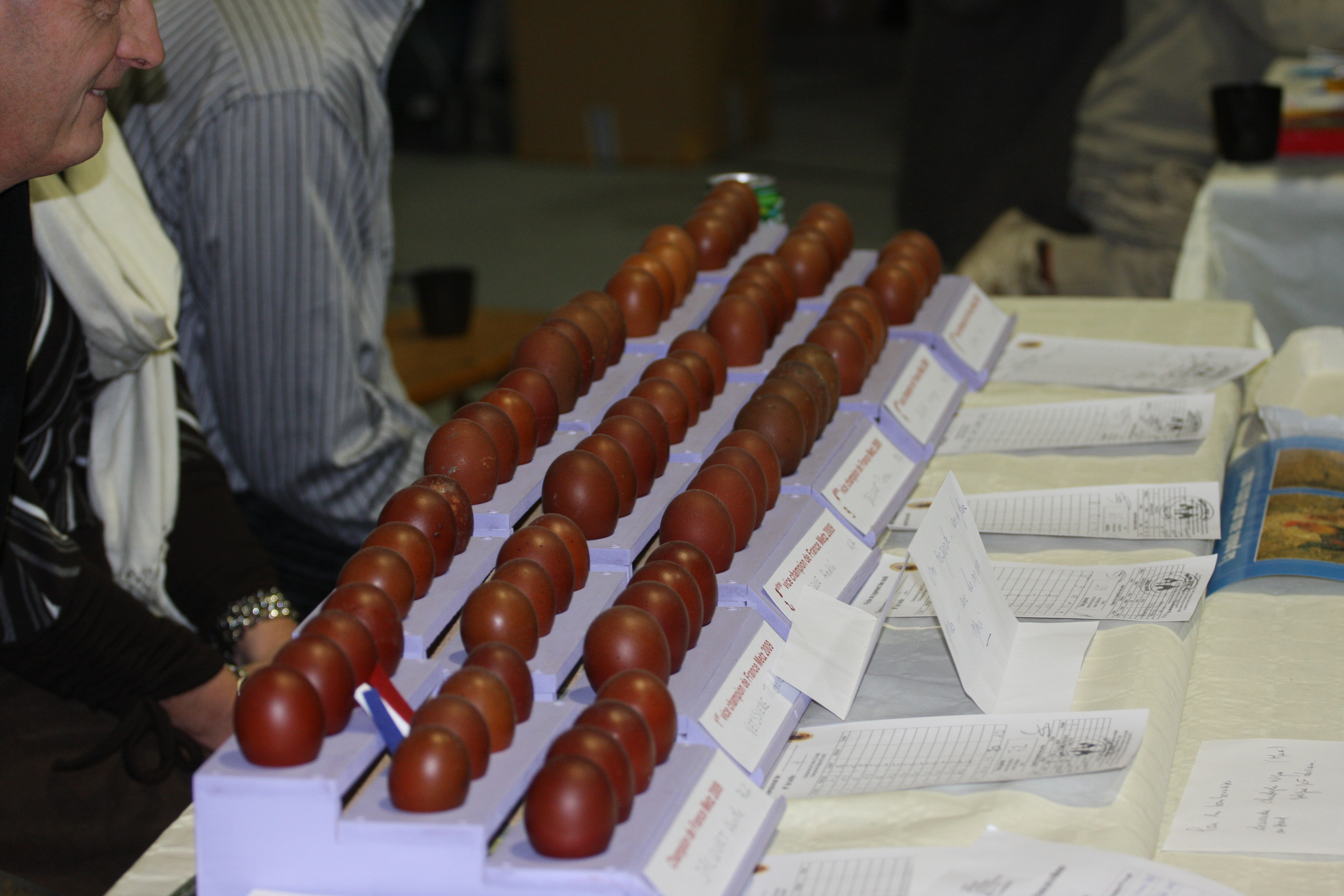
Exposition d’œufs de poules Marans, Championnat de France à Metz (Moselle) nov.2009

Le MCF concourt à la sauvegarde officielle du patrimoine génétique avicole français et à la défense d'un environnement naturel, sans aucun but lucratif et dont la gestion est strictement désintéressée et bénévole, à caractère culturel et dont l'œuvre ne fonctionne pas au profit d'un cercle restreint de personnes mais d'un nombre illimité de personnes physiques et morales.

## But de l'association
La mission du Marans-Club de France est de promouvoir et sauvegarder la Poule de Marans, race d'origine française, sur un territoire géographiquement des plus larges, avec un suivi rigoureux du respect de son standard officiel. Cela passe par le biais d'expositions et de concours régionaux et nationaux (les Championnats de France, les Championnats régionaux) voire européens, du Salon de l'Agriculture de Paris, ainsi que par l'édition d'un Bulletin Officiel périodique. Le MCF couvre tout le territoire national y compris les DOM-TOM. Il reçoit également les adhésions de membres individuels et de personnes morales des autres pays de la Communauté Européenne ou même d'autres nations étrangères pour lesquels il aide au rapprochement des différents clubs spécialisés d'éleveurs de la Marans.
En conséquence, il collabore étroitement avec les clubs spécialisés étrangers développant la Marans afin de mettre en contact les éleveurs sélectionneurs et ainsi diffuser et promouvoir le patrimoine et la diversité génétique par la diffusion des cheptels de cette race, conformes aux origines.
L'un des buts majeurs, dès le commencement des travaux du MCF en 1929, statutairement, était d'assurer l'expansion géographique de la Marans afin de constituer un réservoir naturel de sauvegarde du cheptel.
D'un point de vue réglementaire, l'association est responsable et conservatrice, dès le départ en 1929, du Standard officiel de la poule Marans de race pure ainsi que celui de son œuf extra-roux car il est le club spécialisé de la FFV et de la SCAF pour la préservation de cette race française. La forme et le coloris des œufs sont eux aussi réglementés par le standard et font l'objet de concours d'œufs par le MCF suivant un jugement par points.
Le Marans-Club de France rassemble les éleveurs dans le seul but commun de la défense de la "Marans de race pure" historique, afin d'éviter toute dérive du respect de son type, de son nom et de son œuf originels, et sur un territoire des plus larges. Ces caractéristiques de race à préserver ont été définies dans le premier standard qu'il a créé en 1930 en collaboration avec la Commission des standards de la SCAF qui l'a officialisé par inscription à son "catalogue général" en 1931.

## Historique

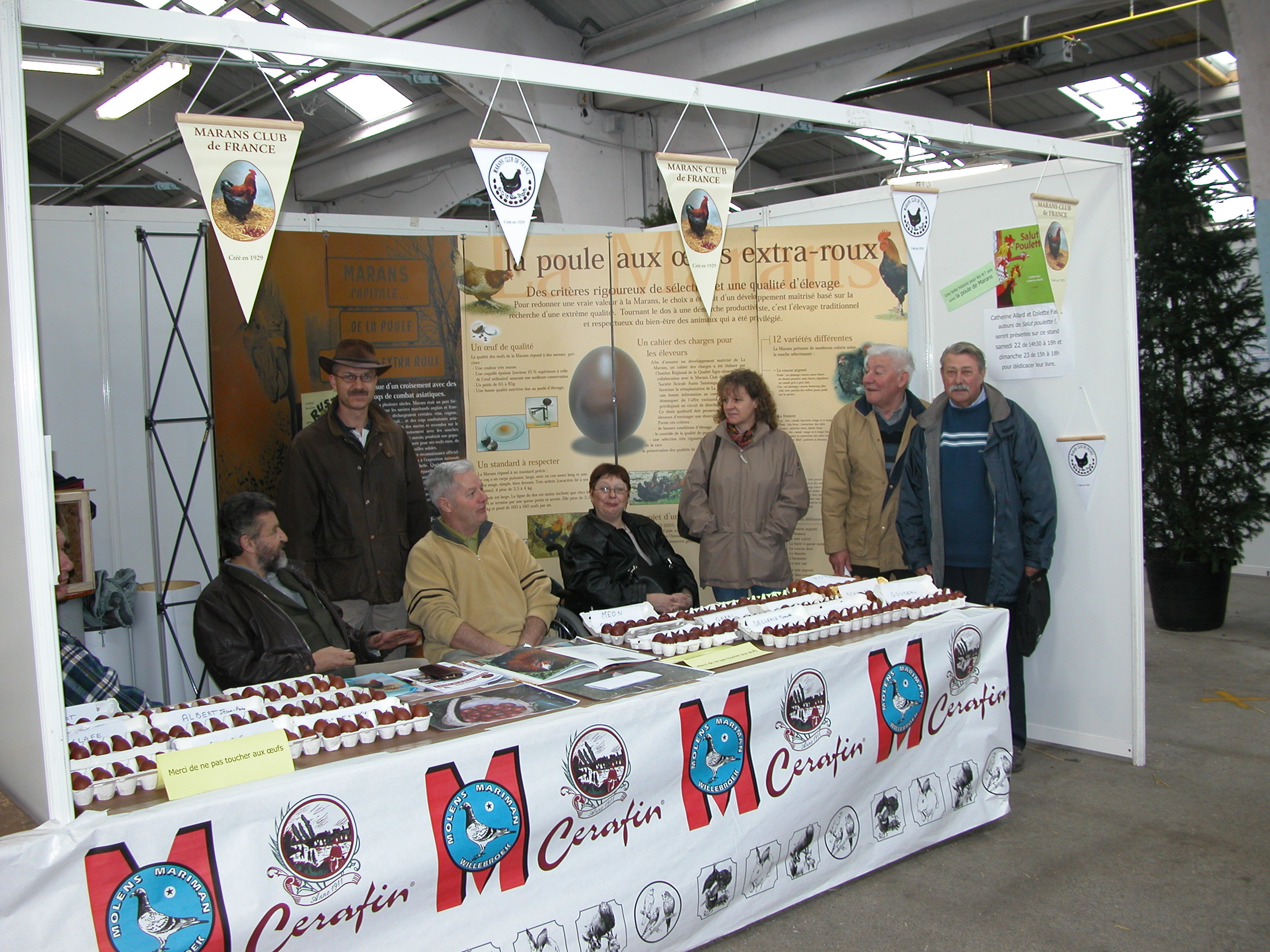
Stand du MCF Championnat de France de la Marans - Niort 2004

Le Marans-Club de France a été créé en 1929 et déclaré à la Préfecture de la Charente-Inférieure, le 13 septembre 1929, publié au Journal officiel de la République française, le 24 septembre 1929.
Repris en main dès 1990 par une équipe dont la localisation est largement dispersée, le MCF, aussitôt structuré en régions, n'a cessé de progresser jusqu'à nos jours sur le plan de son étendue géographique sur le sol français et sur le territoire des autres nations.
Conçue dès l'origine dans ses statuts, la progression géographique de l'implantation de la Poule de Marans s'avère assez fondamentale pour sa préservation, elle permet de constituer, par sa structure, le nombre et l'implantation des éleveurs, une sorte de "conservatoire" naturel des cheptels de la race pure de Marans sur une zone géographique reprenant toutes les régions françaises et étendue à l'international.

## Activités

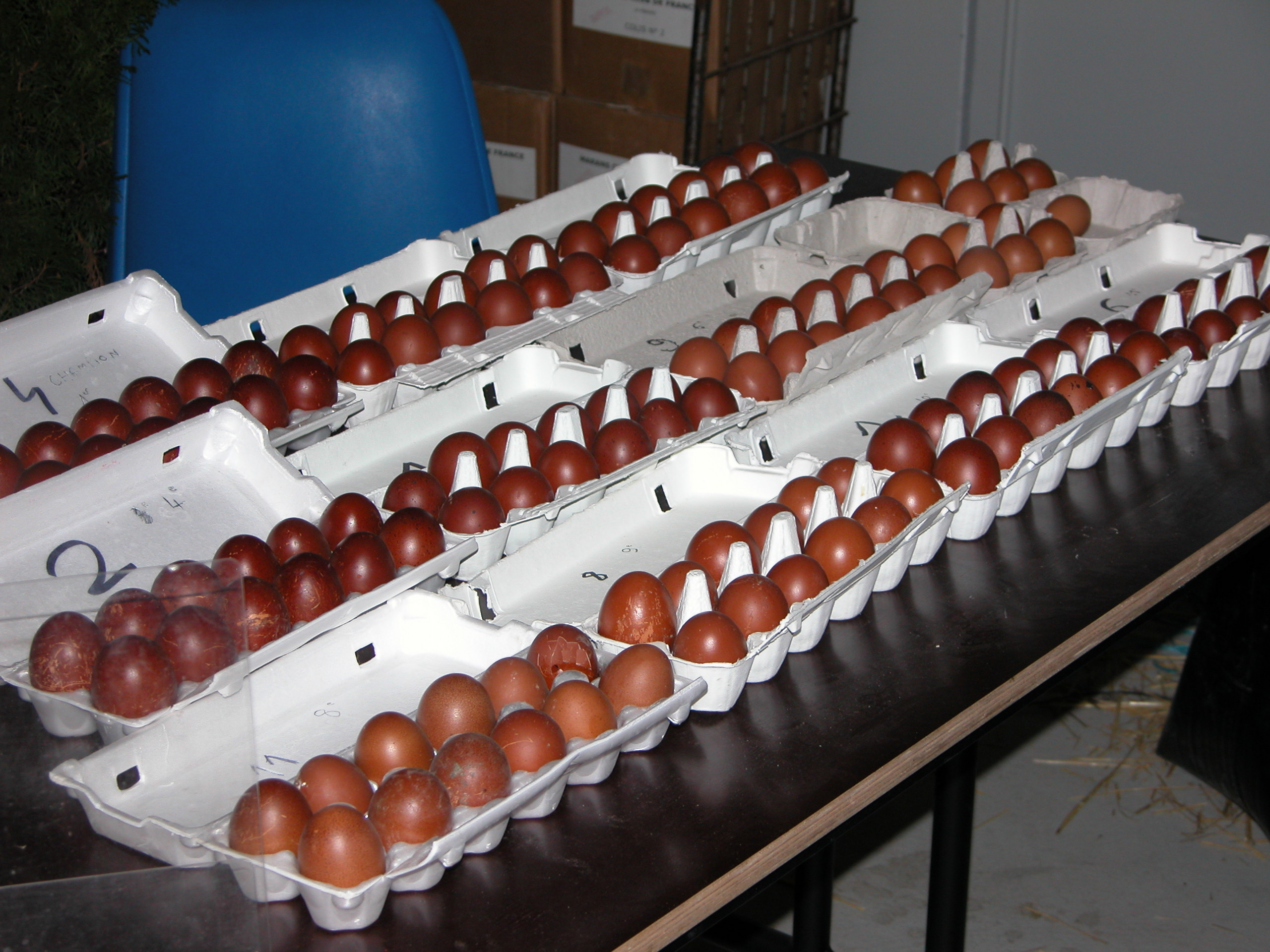
Championnat de France des œufs de Marans - Aurillac 2003

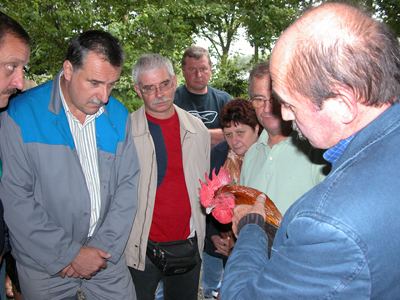
Journée technique MCF Arras 2006

En 1992, le MCF va découvrir, lors d'une visite d'élevage en Picardie, la véritable nature génétique des deux variétés dites "fauve acajou" et "froment", présentes dans la race dès l'origine mais ignorées jusqu'alors puisque mixées ou amalgamées à tort et globalement qualifiées de variété: "rouge-fauve-saumonée-perdrix".
Il obtiendra ainsi une première refonte et amélioration du Standard officiel de la Marans par la Commission des standards de la SCAF. Le travail de sélection de ces deux variétés se poursuit désormais par le travail des éleveurs, de même que pour les variétés "bleu cuivré" et "bleu argenté" de la Marans ainsi que les "saumon doré" et "saumon argenté". Ces dernières variétés existent depuis longtemps mais sont cependant non encore homologuées.
L'homologation officielle de la variété "Noir à camail argenté" par la Commission des standards de la SCAF sera obtenue quelques années plus tard et sur trois ans, lors du Championnat de France 2004 du MCF à Niort,. La variété "Bleue à camail cuivré" est à son tour homologuée par la décision de la commission des standards en février 2011.
Le MCF organise des journées techniques au profit des éleveurs, un Championnat de France de la Marans, des Championnats régionaux ainsi que des concours d'œufs de Marans dans des lieux géographiques variables,.
Le standard originel français de la race est unique et s'impose ainsi à l'internationalité avicole. Mis au point depuis les origines de la race par la Société centrale d'aviculture de France (SCAF) et en son sein par le Marans-Club de France avec la Fédération française des éleveurs de volailles (FFV) et sa Commission des standards, organismes officiels de l'aviculture française auxquels le MCF est affilié, le standard est ainsi agréé par l'Entente européenne des standards de volailles de races pures. Les points de modifications éventuels du standard sont définis par le Club et la Commission du pays d'origine de la race puis intégrés au niveau de l'Entente européenne des standards. Le MCF s'implique dans la sauvegarde génétique des différentes variétés de Marans originelles existant encore ou réapparaissant à l'intérieur des vieilles souches aux œufs extra-roux.
Le MCF a conforté un rapprochement étroit avec le Marans-Club de Belgique  ainsi que ceux des autres nations, le Marans-Club d'Espagne, le Marans-Club d'Allemagne  et le Marans-Club d'Angleterre . Un vrai club d'éleveurs de Marans a été créé aux États-Unis et un autre important club y existe aussi, et plus récemment encore en Australie, également avec l'appui du MCF et le travail du juge éleveur australien M. David Hancox. En Italie, un groupe d'amis passionnés par la race française de Marans travaille également de concert avec le MCF mais n'a pas encore créé de vrai club italien pour la race Marans. Un autre groupe d'amis travaille dans le même sens au Danemark. Le standard officiel français a été traduit en 2008 dans un anglais avicole technique précis et respectueux de la race originelle. Cette traduction est communiquée aux autres nations telles que le Royaume-Uni, l'Australie et les USA etc. avec l'objectif d'un respect strict du standard français de la race par ces nations, ce qui aide à protéger la race originelle contre toute déviance.
Le nom « La Marans de race pure » est déposé le 10 juillet 2001 et protégé par le MCF auprès de l'INPI. Le MCF est aussi fournisseur des bagues officielles inviolables et obligatoires pour tout sujet prétendant à l'appellation de race pure "La Marans".
Il est aussi l'organisateur agréé par la FFV et la SCAF pour les Championnats de France et internationaux officiels de la Marans.

## Recommandations

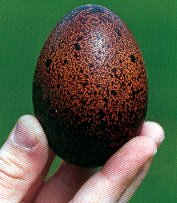
L'œuf de la poule Marans

Tous croisements hybrides à partir de souches de Marans sont interdits d'appellation « Marans » ou « La Marans » par le standard de la race, comme pour le cas de toutes autres races pures. L'historique de la race de Marans ne doit pas servir les descriptions de souches qui ne seraient que des hybrides issus pour partie seulement de la Marans pure. La Marans de type anglais, non conforme à la race originelle française, n'est pas acceptée en Europe et n'a pas le droit à l'appellation Marans, ce qui est précisé dans le standard français, agréé  par l'Entente Européenne des standards, seul applicable à une race française.
De même, les œufs de ces hybrides, ainsi que ceux des autres Marans dont le coloris habituel régulier est inférieur au niveau 4 sur l'échelle de 1 à 9 du MCF, ont ainsi perdu une partie des gènes indispensables à la race et cela de manière irrémédiable, ce qui n'autorise plus l'appellation de race « La Marans » conforme au standard originel, ni l'utilisation de son historique. En effet, la description de l’œuf extra-roux de la Marans est définie comme "très foncée" dès l'origine du premier standard de la race de 1930. Le "Bilan diagnostique des élevages de poules de race Marans en Poitou-Charentes et Vendée"  effectué par le CREGENE prend référence sur l'échelle de coloris des œufs du MCF pour son étude sur le niveau d'implantation de la Marans dans cette région. Les niveaux de forte coloration 7 à 9 ne sont pas un objectif absolu à atteindre pour l'appellation "Marans". L'objectif de niveau de coloration minimal des œufs de Marans est actuellement le niveau 5 sur l'échelle colorimétrique MCF. Le niveau de coloration minimal pour la variété phare, la "Noir à camail cuivré", est plus élevé, idéal à 6 voire davantage, avec aussi un niveau phénotypique proche du standard recherché. Certains petits éleveurs dès l'origine de cette race conservaient jalousement des œufs nettement plus foncés, allant jusqu'au maximum de l'échelle. Ces souches ont été sauvegardées mais demeurent rarissimes. Les gros élevages de production de poules Marans, dans les années 1960 notamment, s'accommodaient par contre souvent du niveau 4 environ qui donne déjà des nuances cuivrées caractéristiques de cette race, un peu supérieures au roux classique des souches industrielles, par l'existence de petites macules marron-noir. On parle alors de l’œuf extra-roux de la Marans, qui est souvent surnommée par ce fait : "la poule aux œufs d'or".

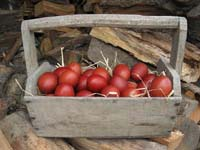
Les œufs de la Marans, surnommée "Poule aux œufs d'or"

### Publications officielles
- Le livre « La Marans » du Marans-Club de France
- Le bulletin officiel du Marans-Club de France
- Les publications du Marans-Club de France

### Site officiel
- Site officiel